# الملكيين القبلية
قرية الملكيين القبلية هي إحدى القرى التابعة لمركز الحسينية في محافظة الشرقية في جمهورية مصر العربية. حسب إحصاءات سنة 2006، بلغ إجمالي السكان في الملكيين القبلية 5249 نسمة، منهم 2719 رجل و2530 امرأة.